# Nation Under Siege
Nation Under Siege, también conocida como Boko Haram, es una película nigeriana de 2013 dirigida por Pascal Amanfo y con la producción ejecutiva de Double D.

## Sinopsis
Un experto en contraterrorismo está tratando de detener a un grupo de terroristas islámicos que están aterrorizando y masacrando a los nigerianos.

## Elenco
- Nneka J. Adams
- Majid Michel
- Mary Uranta
- Pascal Amanfo
- Zynell Lydia
- Seun Akindele
- Sam Sunny

## Recepción
La película recibió cierta controversia por Majid Michel, un actor ghanés que interpretaba a un terrorista nigeriano, y por su descripción del terrorismo islámico, que resultó en la prohibición de la película en Ghana. Los cines de Nigeria también se negaron a proyectarla por las mismas razones y Amanfo tuvo que cambiar el nombre de la película de Boko Haram a Nation Under Siege antes de estrenarla en Nigeria.